# Богданчук, Евгений Михайлович
 Евгений Михайлович Богданчук (род. 1 мая 1927, д. Чемери, Слонимский район — 29 сентября 2005) — передовик советской строительной отрасли и энергетики, машинист экскаватора Лукомльского участка управления механизации «Белэнергостроймеханизация» треста «Белэнергострой» Министерства энергетики и электрификации СССР. Герой Социалистического Труда (1975).

## Биография
Родился 1 мая 1927 года в деревне Чемеры Слонимского повета Новогрудского воеводства Польской Республики (Второй Речи Посполитой), ныне Слонимского района Гродненской области Белоруссии, в крестьянской белорусской семье. В годы Великой Отечественной войны участник подпольно-партизанского движения на территории Западной Белоруссии. С июля 1943 года находился в составе партизанского отряда имени М. И. Калинина (командир С. И. Степанов), который вёл свои действия в Барановичской (Слонимский район), Брестской (Ружанский район) и Белостокской областях Белорусской ССР. Отряд проводил диверсионные операции на железной дороге и шоссейных дорогах. В июле 1944 года партизаны объединились с действующими частями Красной армии, которые освобождали Белоруссию.
После расформирования батальона стал трудиться машинистом-печатником Слонимской районной газеты «Вольная праца». С 1947 года проходил срочную службу в рядах Советской Армии. В армии получил специальность тракториста. Демобилизовавшись, с 1951 года стал работать на Слонимской картонной фабрике «Альбертин». Вскоре перевёлся работать в мостопоезд № 811, на строительство мостов в Брестской области. Был помощником машиниста экскаватора, а через год сдав экзамены на машиниста экскаватора продолжил работать по новой полученной специальности. Участник восстановления и сооружения мостов через реки Мухавец, Лесная, Припять и Западный Буг.
С 1960 года работал на строительстве Берёзовской ГРЭС. В 1965 году сооружал Лукомльскую ГРЭС. С 1969 по 1980 годы трудился машинистом экскаватора участка треста «Белэнергостроймеханизация» на строительстве Лукомльской ГРЭС.
Указом Президиума Верховного Совета СССР от 10 января 1975 года за выдающиеся успехи, достигнутые на строительстве Лукомльской ГРЭС имени 50-летия СССР, Евгению Михайловичу Богданчуку было присвоено звание Героя Социалистического Труда с вручением ордена Ленина и золотой медали «Серп и Молот».
Последние годы работал слесарем ремонтно-механических мастерских Новолукомльского участка управления механизации. С 1980 года находился на пенсии.
Депутат Верховного Совета Белорусской ССР в 1975—1980 годах, был членом Чашникского райкома Компартии Белоруссии, партийной организации управления и партбюро участка.
Проживал в городе Новолукомль Чашникского района Витебской области. Умер 29 сентября 2005 года.

## Награды
За трудовые успехи был удостоен:
- золотая звезда «Серп и Молот» (10.01.1975)
- орден Ленина (10.01.1975)
- Орден Октябрьской Революции (20.04.1971)
- Орден Отечественной войны II степени (11.03.1985)
- другие медали.
- Почётная Грамота Президиума Верховного Совета Белорусской ССР (16.03.1965)